# 西螺堡
西螺堡，是台灣中南部自清治時期至日治初期的一個行政區劃，其範圍包括今雲林縣的西螺鎮全部、二崙鄉東部及莿桐鄉西部。
西螺堡北邊為深耕堡、東螺西堡，東邊為溪洲堡，南邊為他里霧堡、大坵田堡，西邊為布嶼堡。

## 管轄街庄
西螺堡共轄16個庄：
- 今西螺鎮境內：西螺街、茄苳庄、新宅庄、三塊厝庄、埤頭垻庄、頂湳庄、社口庄、埔心庄、下湳庄、吳厝庄、新社庄
- 今二崙鄉境內：新庄仔庄、永定厝庄、港後庄
- 今莿桐鄉境內：番仔庄、莿桐巷庄